# Dragão da Cólquida
Dragão da Cólquida, na mitologia grega, era conhecido como o guardião do velocino de ouro, no qual o herói Jasão e os argonautas conseguiram se apoderar. Era filho de Tifão e Equidna.O dragão da Cólquida era muito grande, mas era muito lento. A lenda diz que dormia com um olho aberto e outro fechado. Muitos heróis tentaram, mas apenas Jasão conseguiu matá-lo. Para conseguir o velocino dourado, os heróis teriam que matar búfalos de fogo, semear seus dentes, lutar com guerreiros cadavéricos nascidos dos dentes, chamados Sparti, derrotá-los para chegar até o dragão e matá-lo. Tudo isso no mesmo dia.
Tinha um pescoço muito comprido e inúmeros anéis como uma cobra, e assobiava horrivelmente a tal ponto que eles a ouviam à distância. Ele tinha a capacidade de nunca dormir e estava encarregado de guardar o velo de ouro. Quando os argonautas foram procurar este, Medeia, com sua magia, ele fez o dragão sem dormir dormir, uma oportunidade que Jasão aproveitou para roubar o velo. De acordo com outras versões, Jasão matou o dragão. 